# Rolf Bystedt
Rolf Reinhold Bystedt, född den 14 september 1909 i Nyköping, död den 15 mars 2001 i Ronneby, var en svensk ämbetsman.
Bystedt avlade studentexamen i Nyköping 1928 och juris kandidatexamen vid Uppsala universitet 1934. Han genomförde tingstjänstgöring i Mjölby domsaga 1935–1938. Bystedt blev extra länsbokhållare i Kalmar län 1938, extra ordinarie länsbokhållare där 41, extra ordinarie taxeringsinspektör 1944, länsassessor i Skaraborgs län 1946, biträdande taxeringsintendent i Göteborgs och Bohus län 1955, taxeringsintendent i Östergötlands län 1955 och expert i värdesäkringskommittén 1960. Han var tillförordnad landskamrerare i Västerbottens län 1963–1967, ordinarie landskamrerare i Blekinge län 1967–1971 och länsråd där 1971–1975. Bystedt publicerade Inkomst av tjänst och artiklar i skattefrågor. Han blev riddare av Nordstjärneorden 1959 och kommendör av samma orden 1969.